# Sólo Por Ti
„Sólo Por Ti” este un cântec al interpretei mexicane Paulina Rubio. Acesta fost compus de Marco Flores pentru cel de-al patrulea material discografic de studio al artistei, Planeta Paulina. „Sólo Por Ti” a fost lansat ca cel de-al treilea single al albumului la sfârșitul anului 1996. 
Cântecul a ocupat locul 7 în Mexic.

## Clasamente
| Clasament           | Poziția maximă | Referință |
| ------------------- | -------------- | --------- |
| Mexic Singles Chart | 7              | [ 2 ]     |